# Glaucosaure
El glaucosaure (Glaucosaurus megalops) és una espècie extinta de sinàpsid de la família dels edafosàurids que visqué en allò que avui en dia és Nord-amèrica durant el Permià inferior, fa entre 272,3 i 290 milions d'anys. Se n'han trobat restes fòssils a la formació del Ranxo Waggoner, a Texas (Estats Units). Es tracta de l'única espècie del gènere Glaucosaurus. L'anatomia cranial i la morfologia de les dents fan pensar que es nodria d'artròpodes de cos dur, possiblement en el marc d'una dieta omnívora. El nom genèric Glaucosaurus significa ‘llangardaix glauc’, mentre que el nom específic megalops significa ‘capgròs’.